# TALISE
TALISE는 리게이아 바다에 스플래쉬 다운하여 타이탄을 탐사하는 타이탄 탐사선이다. 목적은 리게이아 바다를 탐사하며 타이탄의 바다의 기원을 알아내는 것이다.

## 지원, 개발, 투자
- Centro de Astrobiología in Madrid
- SENER

## 여담
TALISE의 뜻은 이로쿼이 연맹의 언어로, 아름다운 물이란 뜻이다.

## 같이 보기
- 드래건플라이 (우주선)
- 엔셀라두스 및 타이탄 탐사선
- JET (우주선)
- 타이탄 늪 탐사선
- 타이탄 토성계 임무